# Rosalyn Tureck
Rosalyn Tureck (Chicago, 14 de diciembre de 1914 - Nueva York, 17 de julio de 2003) fue una pianista y clavecinista estadounidense, particularmente célebre por sus interpretaciones de la música compuesta por Johann Sebastian Bach. 

## Biografía
Tureck estudió en la Juilliard School de música. Entre sus maestros estuvo Leon Theremin. Precisamente, debutó en el Carnegie Hall de Nueva York tocando un theremín, el instrumento electrónico inventado por su maestro.
Durante un tiempo siguió a Wanda Landowska en la forma de ejecutar la música para teclado de Bach al clavecín, pero después volvió a preferir el piano. Fue discípula honoraria del St Hilda's College de Oxford. Su carrera como joven virtuosa abarcaba el repertorio de Liszt, Beethoven y Brahms, tocados con claridad e intensidad.
Todo eso cambió debido a una epifanía que experimentó al tocar a Bach en la que perdió el conocimiento brevemente y volvió a la conciencia con una sensación imborrable de la música como una experiencia en tres dimensiones, algo que existe en el espacio, así como en el tiempo. Esto le inspiró una reconstrucción completa de su técnica pianística cuando se trataba de la reproducción de la música de Bach. La ambiciosa idea de Tureck era la completa independencia de sus 10 dedos en la sonoridad, la articulación, el tacto y la expresión. Por lo que estaba luchando era por la claridad cristalina completa de la polifonía de Bach, de manera que cada estrato de contrapunto podría comunicarse directamente con el oyente. En la década de 1940 este propósito era revolucionario.
Tureck hizo su debut en Nueva York con un recital de piano en 1935, y, en el mismo año, dio allí la primera serie de toda la música de teclado de Bach; más tarde, se daría la serie anualmente en Nueva York (1944-1954 y desde 1959 hasta la década de 1980), en Londres (desde 1953), en Copenhague (desde 1956) y en Pasadena (a través de las décadas de 1960 y 70). A los 22 años, hizo su debut orquestal en Nueva York con la Orquesta de Filadelfia, bajo la batuta de Eugene Ormandy en el Carnegie Hall, tocando el Concierto n.º 2 para piano de Brahms. En esos años giraba por los EE. UU. constantemente, con el repertorio de los grandes conciertos pianísticos.
Entre sus muchas grabaciones, el disco que ejecutó para Video Artist International en 1993 (VAIA 1029) interpretando las Variaciones Goldberg (BWV 988) de Johann Sebastian Bach es considerado por alguna guía discográfica como la grabación de referencia de esta célebre obra. Su última grabación de las Variaciones Goldberg, para Deutsche Grammophon en 1998, cuando tenía 85 años - es una sorprendente presentación modernista del sonido de las notas y nada más que las notas. La manera de tocar a Bach de Tureck es un modelo de objetividad que representa una visión rigurosamente completa del compositor. Y nadie conocía esta música tan bien como ella: Angela Hewitt explicó en Music Matters una historia de cómo, en una visita en una tienda de pianos en Florencia, probó un piano; le gusto lo que oyó, y a continuación tocó en él todas las Goldberg. Después de haber terminado, se sentó en el siguiente instrumento y las tocó de nuevo.
Tureck no solo interpretó la música de Bach, sino que ejecutó un repertorio muy amplio que incluía obras de Beethoven, Brahms y Chopin, así como las obras de compositores más modernos como David Diamond, Luigi Dallapiccola y William Schuman. La Sonata para piano n.º 1 de David Diamond fue inspirada en la interpretación de Tureck.
Fundó su propia orquesta, los Tureck Bach Players, que existió desde 1960 hasta 1972, y se convirtió en la primera mujer en dirigir la Filarmónica de Nueva York en un concierto de abono (1958) y la Orquesta Philharmonia de Londres (1959).
Se dedicó a la enseñanza ampliamente, enseñando por primera vez en el Conservatorio de Filadelfia (1935-1942), en la Mannes School of Music de Nueva York (1940-1944), la Juillard (1943-1955) y la Universidad de Columbia, Nueva York (1953-55);  también fue profesora de música en la Universidad de Maryland de 1982 a 1984. En 1970, ingresó en el St Hilda College de Oxford, y tres años más tarde se convirtió en miembro visitante del Wolfson College de Oxford.
En los años siguientes hizo conferencias en centros de enseñanza de Dinamarca, España, Holanda, Israel, Brasil, Chile y Argentina, así como en los EE. UU.
Sus libros incluyen Introducción a la interpretación de Bach, en tres volúmenes (OUP, 1960), y trabajó en las ediciones de varias de las obras de Bach, entre ellas el Concierto italiano (1983) y dos de las suites para laúd, con la guitarrista Sharon Isbin.
Fundó varias sociedades musicales y de investigación: Los compositores de actualidad, Nueva York, 1949-1953;  la Sociedad Internacional Bach en 1966, y el Instituto de Estudios de Bach, Nueva York, dos años más tarde; el Instituto Tureck Bach, Nueva York, 1966-90;  y por último pero no menos importante, la Fundación de Investigación Tureck Bach de Oxford en 1993. Esta fundación celebraba un simposio anual en el que distinguidos oradores de diferentes disciplinas - que van desde la música a la astrofísica y la Egiptología - abordaban el mismo tema, tales como la estructura o el adorno. En estas reuniones, Tureck tocaba Bach en todos los teclados, desde el clave al Steinway y el sintetizador - a menudo en varios instrumentos durante un concierto - y tenía poca paciencia para las actitudes restrictivas que declaran que Bach solo debe ser interpretado con instrumentos históricos. Por lo tanto, el simposio 1997 hizo mucho para desafiar el concepto de autenticidad históricamente consciente que había dominado el mundo de la música en el cuarto de siglo anterior, con ponentes de diversas disciplinas manteniendo que era fundamentalmente defectuoso.
Durante los años 2000 y 2001 Rosalyn Tureck vivió en España, enseñando y practicando todos los días de la semana. En concreto vivió en Estepona en Málaga donde permaneció un año entero en retiro.
Falleció en Nueva York en 2003 a la edad de 89 años. Sus grabaciones y partituras fueron legadas a Music Division y a Rodgers & Hammerstein Archives of Recorded Sound, formando ambas instituciones de The New York Public Library for the Performing Arts.
En un programa especial de la CBC sobre el pianista canadiense Glenn Gould, el entrevistador comentó a Tureck que Gould la había citado como su "única" influencia. Ella respondió que ella sabía que había sido una influencia relevante en la ejecución de Gould, y que había sido muy amable en decirlo.
En 2013 se celebró el centenario de su nacimiento y los 10 años de su muerte con diversas actividades relevantes como exposiciones sobre la artista en la Biblioteca Pública de Nueva York y la Universidad de Boston y un acto - concierto conmemorativo en el Bruno Walter Auditorium de Nueva York.

## Discografía seleccionada
- Las Variaciones Goldberg de Bach al piano, Deutsche Grammophon (1999) CDB00000I93R.
- El Clave bien temperado, libros I & II, de Bach, al piano, grabación de 1953, Deutsche Grammophon (2000) CDB000031X83.
- Live in St. Petersburg, Bach Recital, 5 de julio de 1995 (VAI, 2003).
- Las Variaciones Golberg BWV 988, Aria variada en la menor, Concierto italiano BWV971, Obertura a la francesa en si menor BWV 831, de Bach, 1958-1960, EMI (2008)
- Las Partitas BWV 825-830, 1956-1958, Philips (Grandes Pianistas del Siglo XX), 1998.